# Penzing (Wien)
Penzing ist der 14. Wiener Gemeindebezirk. Er setzt sich aus den Teilen Penzing, Breitensee, Baumgarten, Hütteldorf und Hadersdorf-Weidlingau zusammen. Er grenzt im Westen und Nordwesten an die niederösterreichischen Gemeinden Purkersdorf, Mauerbach und Klosterneuburg und auf Wiener Stadtgebiet an die Gemeindebezirke (von Nordosten im Uhrzeigersinn) Hernals, Ottakring, Rudolfsheim-Fünfhaus und Hietzing. Die bekanntesten Bauwerke des Bezirks sind die Kirche am Steinhof, die Otto-Wagner-Villa I (mit dem Ernst-Fuchs Museum) sowie das Technische Museum Wien.

## Geographie

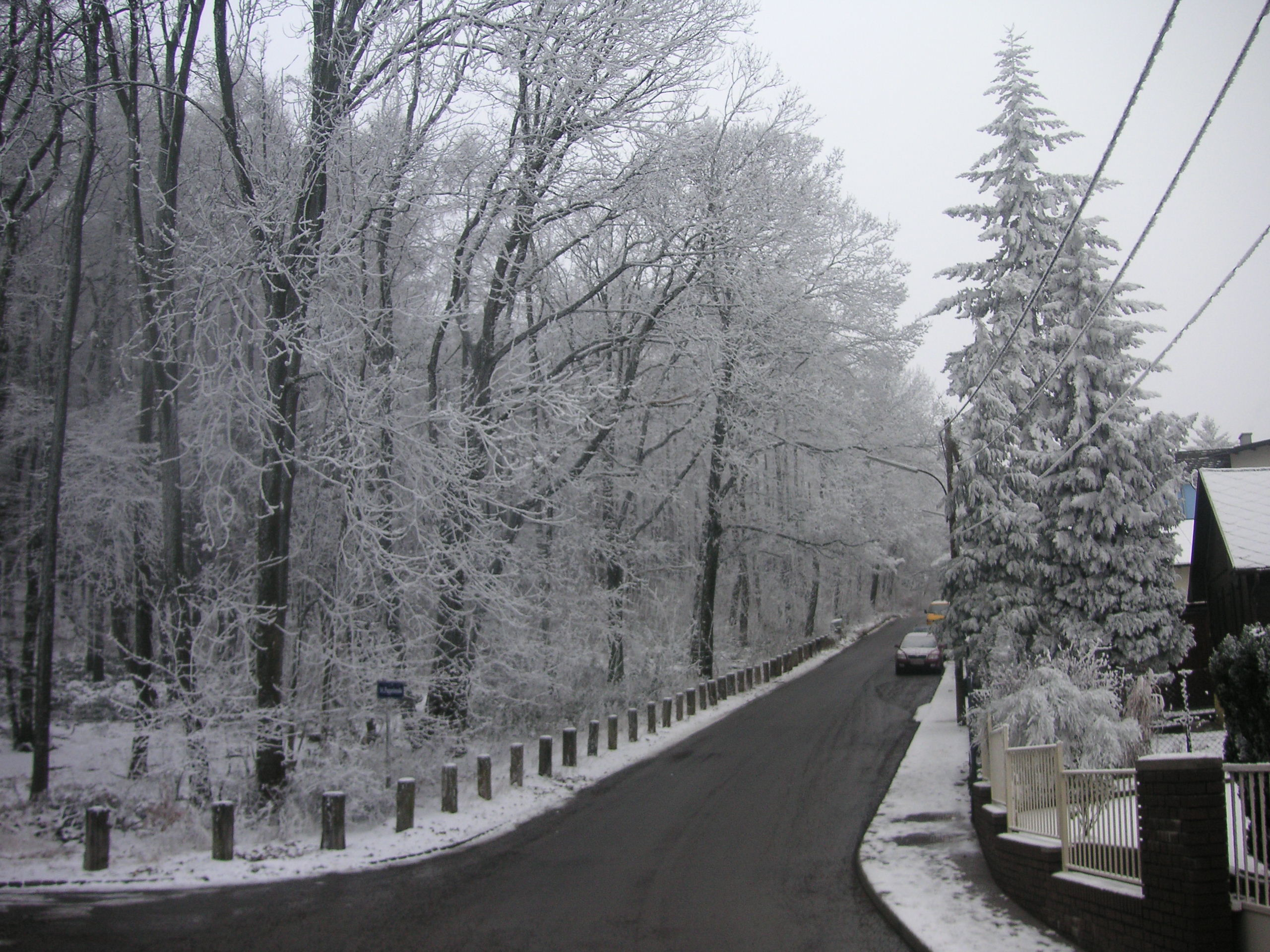
An der Grenze vom Wienerwald zum bewohnten Bezirksgebiet: die Pappelstraße im Winter

Penzing liegt im Westen Wiens und ist mit einer Fläche von 33,96 km² der viertgrößte Wiener Gemeindebezirk. Penzing nimmt somit 8,2 % der Fläche Wiens ein. Der Bezirk ist im Süden zum 13. Bezirk Hietzing durch den Wienfluss begrenzt, im Nordwesten, wo der Bezirk über große Anteile am Wienerwald verfügt, stößt er an das Bundesland Niederösterreich. Von Norden nach Osten verläuft die Bezirksgrenze entlang des 17. Bezirks (Hernals), des 16. Bezirks (Ottakring) und des 15. Bezirks (Rudolfsheim-Fünfhaus).
Penzing ist, nach Hietzing, der Bezirk mit dem zweitgrößten Grünflächenanteil Wiens. Wälder nehmen allein 47,4 % der Bezirksfläche ein. Der höchste Punkt des Bezirksgebietes liegt im Bereich des Schutzengelbergs (508 Meter), der tiefste an der Straßenkreuzung Winckelmannstraße / Linke Wienzeile (rund 189 Meter).

### Nachbarbezirke und Nachbargemeinden
Die südliche Bezirksgrenze von Penzing gegenüber Hietzing verläuft im Wesentlichen entlang des rechten Ufers des Wienflusses. Lediglich ein kleines Gebiet des Bezirksgebiets im Südwesten (Weidlingau und Auhof) sowie ein Gebietsstreifen um den Nikolaisteg liegen südlich der Wien. Im Südosten grenzt Penzing an den Bezirk Rudolfsheim-Fünfhaus. Die Bezirksgrenze verläuft entlang der Straßenlinie Schlossallee – Mariahilfer Straße – Winckelmannstraße – Linzer Straße – Johnstraße – Fenzlgasse – Beckmanngasse – Hütteldorfer Straße und Schanzstraße. Im Norden grenzt Penzing an Ottakring. Die Grenze verläuft im Westen von der Steinbruchstraße zu Flötzersteig, Spiegelgrundstraße, Sanatoriumstraße, Reizenpfenniggasse, Hansl-Schmid-Gasse und Johann-Staud-Straße. Danach verläuft die Grenze zwischen Gallitzinberg und Satzberg durch den Wienerwald zur Amundsenstraße. Diese bildet gemeinsam mit dem Oberlauf der Als (Dornbach) die Grenze zu Hernals. Im Nordwesten und Westen grenzt Penzing im Wienerwald an die niederösterreichischen Gemeinden Klosterneuburg, Mauerbach, Gablitz und Purkersdorf (von Nordost bis Südwest).

### Geologie
Penzing liegt im Übergangsbereich der Alpen zum Wiener Becken. Die Geologie von Penzing gliedert sich dabei in zwei größere Zonen. Im Westen liegt der waldreiche und bergige Bereich der alpinen Flyschzone (Sandsteinwienerwald). Diese reicht bis zur Linie Baumgartenbrücke und der Kreuzung Flötzersteig/Waidäckergasse über den Stadtrand und nimmt den größten Teil des Bezirksgebietes ein. Charakteristisch für dieses Gebiet sind abgeflachte Hügel ohne steilere Abhänge. Lediglich die Bäche haben in ihrem Oberlauf relativ tiefe Täler (Tobel) eingeschnitten. Die Flyschzone gliedert sich in eine Flyschnord- und eine -südzone. Dazwischen liegt die 2,5 bis 3 km breite Schottenhofzone (auch Hauptklippenzone), die aus einer Vielzahl von Gesteinstypen besteht. Östlich der Flyschzone liegt das Wiener Becken. Das Gelände ist weniger akzentuiert, lediglich das Wiental fällt steil ab.

### Berge

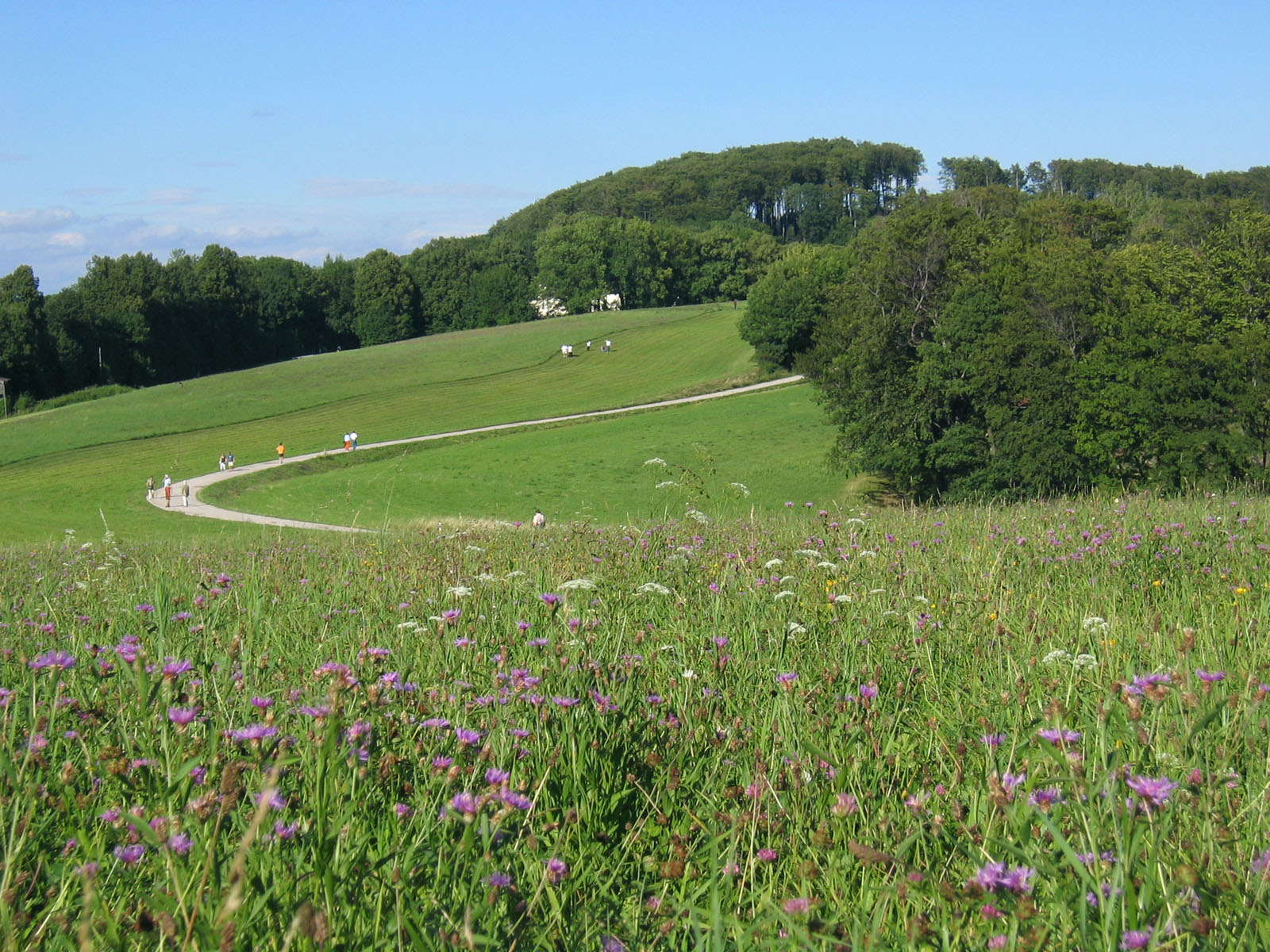
Die Sofienalpe beim Rosskopf

Die höchsten Berge liegen im Nordwesten des Bezirksgebietes. Höchster Berg ist der Schutzengelberg mit 508 Metern Höhe an der Grenze zu Niederösterreich. Nur wenig niedriger ist der südöstlich benachbarte Rosskopf (507 Meter) bei der Sophienalpe. Ebenfalls im Nordwesten des Bezirksgebietes liegen der Hochbruckenberg (497 Meter), die Steinerne Lahn (448 Meter), die Hohe Wand (452 Meter) nördlich des Greutbergs (449 Meter) mit dem bekannten Skilift (Hohe-Wand-Wiese) bzw. im Sommer einer Sommerrodelbahn, sowie der Kolbeterberg (426 Meter), der Hühnersteig (415 Meter) und das Lebereck (395 Meter). Südlich der Wien, bei Weidlingau, liegt der Mühlberg (311 Meter). Bereits im verbauten Gebiet von Hadersdorf befindet sich der Wolfersberg (322 Meter), östlich davon der Satzberg (435 Meter) und der Hüttelberg (345 Meter).

### Gewässer
Penzing verfügt auf seinem Bezirksgebiet durch die Anteile am Wienerwald über zahlreiche Bäche und Flüsse. Mit Ausnahme des Oberlaufs der Als (Dornbach) an der nördlichen Bezirksgrenze entwässern alle Bäche in den Wienfluss, der die südliche Bezirksgrenze bildet. Die Wien hatte seit jeher die größte Bedeutung für den Bezirk, auch sorgte sie in Zeiten vor der Regulierung (u. a. durch die Retentionsbecken Auhof) regelmäßig für Überschwemmungen. Wichtigster Zubringer auf dem Bezirksgebiet ist der von Niederösterreich nach Penzing fließende Mauerbach. Dieser nimmt zahlreiche Wienerwaldbäche auf, zu denen Steinbach, Hannbaumbach, Hainbach, Kasgraben und Kolbeterberggraben zählen. Westlich des Mauerbachs mündet der Wurzbach in die Wien, östlich der Halterbach mit seinem Zubringer Wolfsgraben. Ebenfalls auf dem Bezirksgebiet liegt der Rosenbach, der jedoch kurz vor der Linzer Straße in einen Bachkanal geführt wird. Vollständig kanalisiert wurde der Ameisbach, der bei Steinhof entspringt und ursprünglich über die Ameisbachzeile und die Ameisgasse in die Wien mündete. Im Dehnepark befindet sich der Dehneparkteich. Der Stadtwanderweg 4, vom Dehnepark weiter Richtung Satzberg, führt zudem an dem größeren Silbersee entlang.

### Flächennutzung
Die Baufläche von Penzing umfasst 26,50 % der Bezirksfläche (wienweit 33,3 %), wobei dies der viertniedrigste Wert eines Wiener Gemeindebezirks ist. Die Baufläche selbst verteilt sich zu 74,6 % auf Wohnbauflächen und 14,9 % auf Flächen, die dem kulturellen, religiösen, sportlichen oder öffentlichen Bereich gewidmet sind. Dieser relativ hohe Wert steht einem für einen Wiener Gemeindebezirk durchschnittlichen Anteil an Betriebsflächen gegenüber. Grünflächen nehmen in Penzing einen Anteil von 62,48 % ein. Dies ist der zweithöchste Wert in Wien nach dem südlich gelegenen Nachbarbezirk Hietzing. 75,8 % der Grünfläche entfällt auf Wald. 9,7 % der Grünfläche sind Wiesen, 6,2 % Kleingärten und 5,2 % Parks. Landwirtschaftliche Nutzflächen und Freizeitflächen nehmen nur einen geringen Flächenanteil ein. Gewässer machen in Penzing 1,6 % der Fläche aus, der Anteil der Verkehrsflächen am Bezirksgebiet ist mit 9,4 % der drittniedrigste Wert in Wien.

### Grünflächen
Bedeutende Naherholungsgebiete sind die Sophienalpe (inkl. Hohe Wand) und die vorgelagerten, bewaldeten Hügel wie Kolbeterberg und Steinerne Lahn, der Dehnepark, der Satzberg, der Wolfersberg, der Augustinerwald, das Naherholungsgebiet Steinhof sowie das Naherholungsgebiet Paradies. Auf der Hohen-Wand-Wiese (Mauerbachstraße) befindet sich ein Skilift, welcher seit der Saison 2016/2017 nicht mehr den Betrieb aufgenommen hat, sowie eine Sommerrodelbahn und ein Zauberteppich.
| Baufläche | Baufläche      | Baufläche                 | Grünfläche     | Grünfläche | Grünfläche | Grünfläche | Grünfläche  | Grünfläche       | Gewässer  | Gewässer | Verkehrsflächen |
| 895,21    | 895,21         | 895,21                    | 2.112,70       | 2.112,70   | 2.112,70   | 2.112,70   | 2.112,70    | 2.112,70         | 54,35     | 54,35    | 319,27          |
| --------- | -------------- | ------------------------- | -------------- | ---------- | ---------- | ---------- | ----------- | ---------------- | --------- | -------- | --------------- |
| Wohnbau   | Betriebsgebiet | öffentliche Einrichtungen | Landwirtschaft | Parks      | Wälder     | Wiesen     | Kleingärten | Freizeit-Flächen | Wienfluss | Andere   |                 |
| 668,09    | 79,2           | 133,36                    | 36,68          | 110,17     | 1.602,15   | 130,09     | 205,09      | 28,52            |           |          |                 |

### Bezirksteile
Penzing wurde aus den fünf ehemaligen Gemeinden Penzing, Breitensee, Baumgarten, Hütteldorf und Hadersdorf-Weidlingau gebildet. Das Bezirksgebiet gliedert sich heute im Wesentlichen in die sieben Katastralgemeinden Penzing, Hütteldorf, Hadersdorf, Weidlingau, Oberbaumgarten, Unterbaumgarten und Breitensee. Auch kleinere Teile von Auhof und Hacking liegen auf dem Bezirksgebiet.
Eine weitere Gliederung des Bezirksgebiets besteht in den Zählbezirken der amtlichen Statistik, in denen jeweils die Zählsprengel des Gemeindebezirks zusammengefasst sind. Die zwölf Zählbezirke in Penzing sind Breitensee, An der Windmühle, Penzing, Unter-Baumgarten, Am Ameisbach, Ober-Baumgarten, Hugo Breitner-Hof, Baumgartner Friedhof – Flötzersteig, Am Steinhof, Hütteldorf, Wolfersberg und Hadersdorf-Weidlingau. Trotz teilweiser Namensgleichheit stimmen die Grenzen der Zählbezirke nicht mit jenen der Katastralgemeinden überein.

## Wappen
Die fünf Teile des Bezirkswappens entstanden aus den fünf Siegeln der ehemaligen Gemeinden, aus denen der Bezirk gebildet wurde.
- Der Herzschild im Zentrum zeigt das ehemalige Ortssiegel der früheren Gemeinde Penzing. Es zeigt einen Reichsapfel aus dem Wappen des Wiener Bürgerspitals, das über Jahrhunderte Grundherr von Penzing war. Die Buchstaben DP stehen für das Dorf Penzing.
- Der vom Betrachter aus gesehen linke (heraldisch rechte) obere Wappenteil zeigt den heiligen Laurentius, den Schutzpatron der Pfarrkirche Breitensee.
- Daneben symbolisiert eine Stadtmauer mit Tor den Bezirksteil Hütteldorf.
- Der linke untere Wappenteil steht für den Bezirksteil Hadersdorf-Weidlingau und zeigt Maria mit dem Kind. Maria war die Schutzpatronin der Pfarrkirche Mariabrunn und wurde bei der Errichtung der Gemeinde Hadersdorf in das Ortssiegel übernommen.
- Der letzte Wappenteil steht für die ehemalige Gemeinde Baumgarten und zeigt einen Nadelbaum hinter einem Flechtwerkzaun.

## Geschichte

Penzing und Umgebung um 1872 (Aufnahmeblatt der Landesaufnahme)

Das Gebiet des heutigen Bezirks wurde, ausgenommen Hadersdorf-Weidlingau, auf Grund eines 1890 beschlossenen niederösterreichischen Landesgesetzes am 1. Jänner 1892 in die Stadt Wien eingemeindet und bildete mit dem heutigen 13. Bezirk (ohne den Lainzer Tiergarten) den 13. Wiener Gemeindebezirk, genannt Hietzing. Dieser wurde in der NS-Zeit per Reichsgesetz am 15. Oktober 1938 geteilt: Im Wesentlichen wurde das nördlich des Wienflusses gelegene Gebiet des alten 13. Bezirks als 14. Bezirk neu konstituiert; Hadersdorf-Weidlingau (bei Wien verblieben) und Purkersdorf (1954 an Niederösterreich rückgegliedert) wurden eingemeindet und Teile des neuen 14. Bezirks. Seit 1954 sind die Bezirksgrenzen weitestgehend unverändert.
Seit Penzing 1938 ein eigener Bezirk wurde, befindet sich die Bezirksverwaltung namens Magistratisches Bezirksamt für den 13. und 14. Bezirk im Amtshaus für den 13. und 14. Bezirk, das sich nahe der damals neu geschaffenen Bezirksgrenze im 13. Bezirk befindet. Auch die politischen Bezirksorgane, die Bezirksvorstehung und die Bezirksvertretung des 14. Bezirks, befanden sich bis Anfang 2016 dort, sind dann aber in den eigenen Bezirk an die Adresse 14., Hütteldorfer Straße 188, übersiedelt worden.
In den 1990er Jahren kam es zu drei kleineren Änderungen bei den Bezirksgrenzen: 1992 wurde der Auer-Welsbach-Park vom 14. in den 15. Bezirk transferiert. 1995 erfolgten – im Bereich Josef-Weinheber-Platz, Steinbruchstraße, Kendlerstraße, Sporckplatz und Ibsenstraße – Grenzänderungen zu Rudolfsheim-Fünfhaus und Ottakring sowie im Bereich der Johann-Staud-Straße zu Ottakring. Betroffen von diesen Grenzänderungen waren neben einer Reihe von Privatgrundstücken mit Einfamilienhäusern und der Feuerwehr-Gruppenwache Steinhof, die an Ottakring fiel, vor allem Parks, Sportanlagen und Verkehrsflächen.

## Bevölkerung
Bevölkerungsentwicklung
Quelle: Statistik.at

### Bevölkerungsentwicklung
Das Bezirksgebiet von Penzing umfasste 1869 nur 12.397 Einwohner. Durch den permanenten Zuzug von Menschen nach Wien und die angrenzenden Gemeinden verdoppelte sich die Bevölkerung bis zur Eingemeindung des Gebietes 1892. Das Bevölkerungswachstum setzte sich in der Folge fort und erreichte 1934 mit 98.123 Einwohnern seinen Höhepunkt. Danach ging die Einwohnerzahl zurück und pendelte sich ab den 1970er Jahren bei rund 80.000 Bewohnern ein. Nach einem Tiefstand im Jahr 2001 (78.169 Menschen) begann die Bezirksbevölkerung im wienweiten Trend wieder zu wachsen. Anfang 2015 lag die Einwohnerzahl bei 89.184 Menschen.

### Bevölkerungsstruktur
Die Altersstruktur der Penzinger Bevölkerung wich 2001 kaum vom Wiener Durchschnitt ab. Die Zahl der Kinder unter 15 Jahren lag mit 14,0 % nur wenig unter dem Bereich Gesamtwiens (14,7 %). Auch der Anteil der Bevölkerung zwischen 15 und 59 Jahren lag mit 62,5 % (Wien: 63,6 %) im durchschnittlichen Rahmen. Der Anteil der Menschen im Alter von 60 oder mehr wies 2001 mit 23,5 % (Wien: 21,7 %) die stärkste Abweichung auf. Die Geschlechterverteilung lag im Bezirksgebiet bei 46,3 % Männern und 53,7 % Frauen, die Anzahl der verheirateten Penzinger war mit einem Anteil von 41,9 % gegenüber 41,2 % leicht über dem Durchschnitt Wiens.

### Herkunft und Sprache
Der Anteil der ausländischen Bezirkseinwohner lag 2005 bei 15,2 % (Wien: 18,7 %), und weist gegenüber 2001 (12,8 %) wie im gesamten Bundesland eine steigende Tendenz auf. Den höchsten Anteil der Ausländer stellten 2005 mit rund 4,3 % Anteil an der Bezirksbevölkerung Staatsbürger aus Serbien und Montenegro. Weitere 1,8 % waren türkische, je 1,1 % bosnische, polnische und deutsche und 1,0 % kroatische Staatsbürger. Insgesamt waren 2001 19,5 % der Penzinger Bevölkerung nicht in Österreich geboren worden. 5,8 % sprachen als Umgangssprache Serbisch, 3,2 % Türkisch und 2,3 % Kroatisch.

### Religion
Der Anteil der Bewohner mit römisch-katholischem Bekenntnis lag 2001 mit 52,1 % über dem Wiener Schnitt von 49,2 %. Es gibt im Gemeindebezirk neun römisch-katholische Pfarren, die das Stadtdekanat 14 bilden. Auch der Anteil der evangelischen Gläubigen lag mit 5,2 % leicht über dem Durchschnitt. Der Anteil der Menschen mit islamischem Glauben war mit 5,6 % stärker, jener mit orthodoxem Bekenntnis mit 5,6 % leicht unter dem Durchschnitt. 25,8 % der Bezirksbevölkerung gehörten 2001 keiner Religionsgemeinschaft an. Weitere 5,9 % hatten kein oder ein anderes Religionsbekenntnis angegeben.

## Politik
| Bezirksvorsteher seit 1945 | Bezirksvorsteher seit 1945 |
| -------------------------- | -------------------------- |
| Leopold Luhan (KPÖ)        | 1945–1946                  |
| Anton Figl (SPÖ)           | 1946–1962                  |
| Franz Lehner (SPÖ)         | 1962–1969                  |
| Heinrich Müller (SPÖ)      | 1969–1979                  |
| Otto Bauer (SPÖ)           | 1979–1992                  |
| Jutta Steier (SPÖ)         | 1992–2001                  |
| Andrea Kalchbrenner (SPÖ)  | 2001–September 2019        |
| Michaela Schüchner (SPÖ)   | ab September 2019          |

Die SPÖ ist seit dem Ende des Zweiten Weltkriegs die stimmenstärkste Partei und stellt deshalb seither ohne Unterbrechung den Bezirksvorsteher von Penzing. Die ÖVP war lange Zeit die zweitstärkste Partei im Bezirk, wurde jedoch 1991 von der im Aufschwung befindlichen FPÖ überholt, die dadurch Anspruch auf einen der beiden Bezirksvorsteher-Stellvertreter erlangte.
1996 konnte die FPÖ ihr Ergebnis weiter steigern und fügte der SPÖ, die über 10 % verlor, einen schweren Schlag zu. Auch die ÖVP verlor weiter an Stimmen, während das LiF bei seinem ersten Antreten über 8 % erzielte und beinahe an die Grünen herankam.
Bei den Wahlen im Jahre 2001 kehrte sich der Trend jedoch wieder um. Das LiF verlor mehr als die Hälfte seines Wahlergebnisses und die FPÖ fiel hinter das Ergebnis von 1991 zurück, konnte jedoch noch knapp vor der ÖVP bleiben. Die SPÖ konnte wiederum große Teile ihrer Verluste wettmachen, die Grünen profitierten von den Verlusten des LiF. Dieser Trend setzte sich auch 2005 fort. SPÖ, ÖVP und Grüne legten zu, während FPÖ und LiF weiter verloren.
2010 kehrte sich der Trend wieder um und die FPÖ gewann wieder an Prozenten, ebenfalls das neugegründete BZÖ.
Bezirksvorstehung und Bezirksvertretung waren bis Anfang 2016 im städtischen Amtshaus für den 13. und 14. Bezirk untergebracht, das sich im 13. Bezirk befindet. Seither sind die politischen Bezirksorgane an der Adresse 14., Hütteldorfer Straße 188, zu finden. Die Bezirksverwaltung blieb am alten Standort.
Bei der Nationalratswahl 2019 überholte die ÖVP in Penzing die SPÖ und wurde somit erstmals in der Geschichte erstplatziert.
Bei den Wahlen 2020 konnte die SPÖ vom Absturz der FPÖ nur leicht profitieren. Anders die ÖVP die 10 Prozentpunkte gewannen und vom 4. auf den 2. Platz nach vorne sprang. Auch die Grünen und die NEOS konnten jeweils ihre historisch besten Ergebnisse erreichen.
| Jahr | SPÖ   | ÖVP   | FPÖ   | Grüne | NEOS | BZÖ | Sonstige |
| ---- | ----- | ----- | ----- | ----- | ---- | --- | -------- |
| 1991 | 45,7  | 20,6  | 21,1  | 9,5   |      | -   | 3,1      |
| 1996 | 35,5  | 17,6  | 26,6  | 9,1   |      | -   | 3,1      |
| 2001 | 42,9  | 19,1  | 19,8  | 14,4  |      | -   | 0,6      |
| 2005 | 44,5  | 22,1  | 13,8  | 16,6  |      | 1,0 | 1,3      |
| 2010 | 40,0  | 18,9  | 22,2  | 15,6  |      | 1,2 | 1,5      |
| 2015 | 35,23 | 13,62 | 27,24 | 15,16 | 6,19 | -   | 2,56     |
| 2020 | 36,94 | 23,57 | 6,44  | 18,32 | 7,44 |     | 7,5      |

## Kultur und Sehenswürdigkeiten

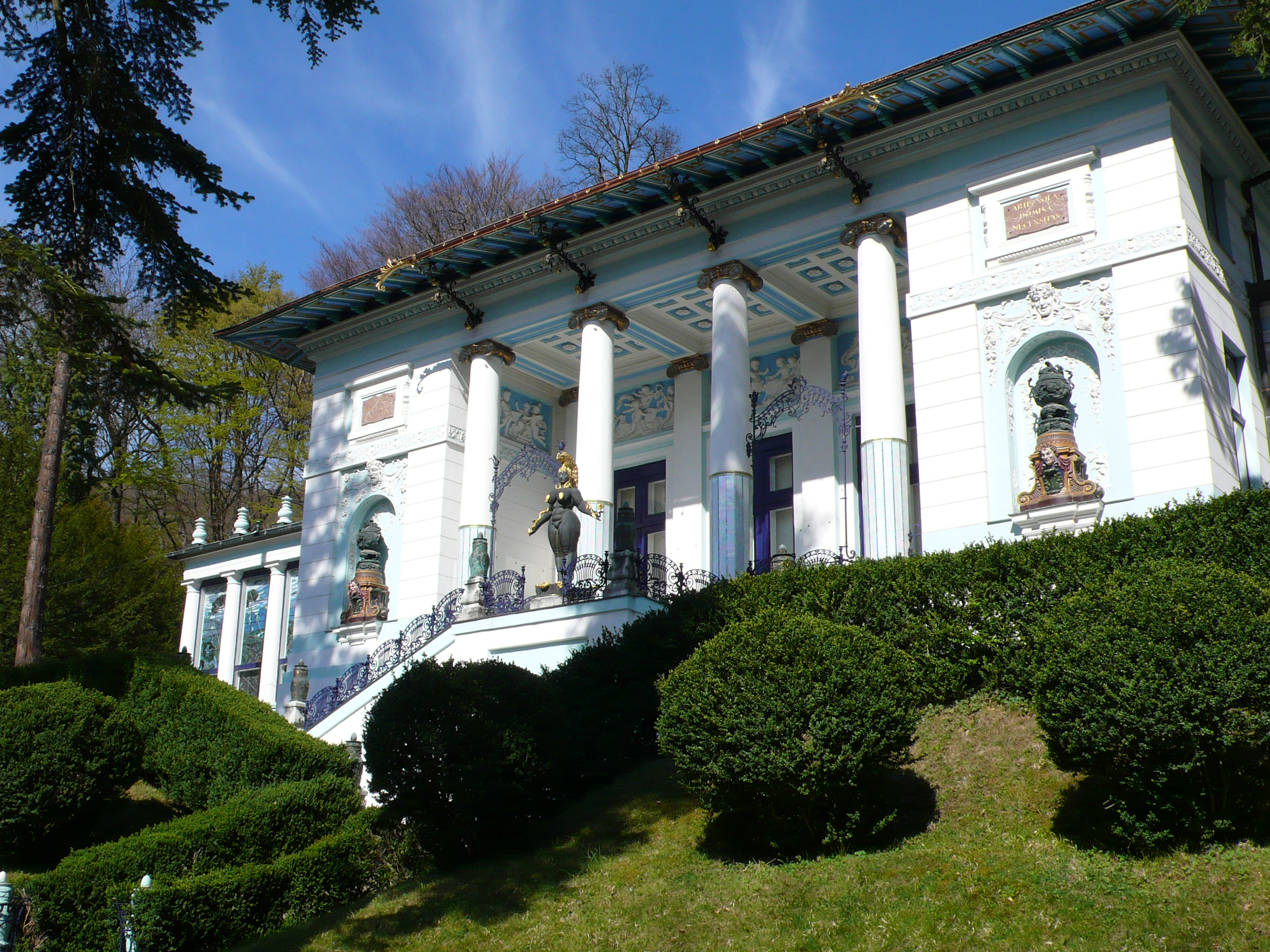
Villa Wagner I, 1886–1888

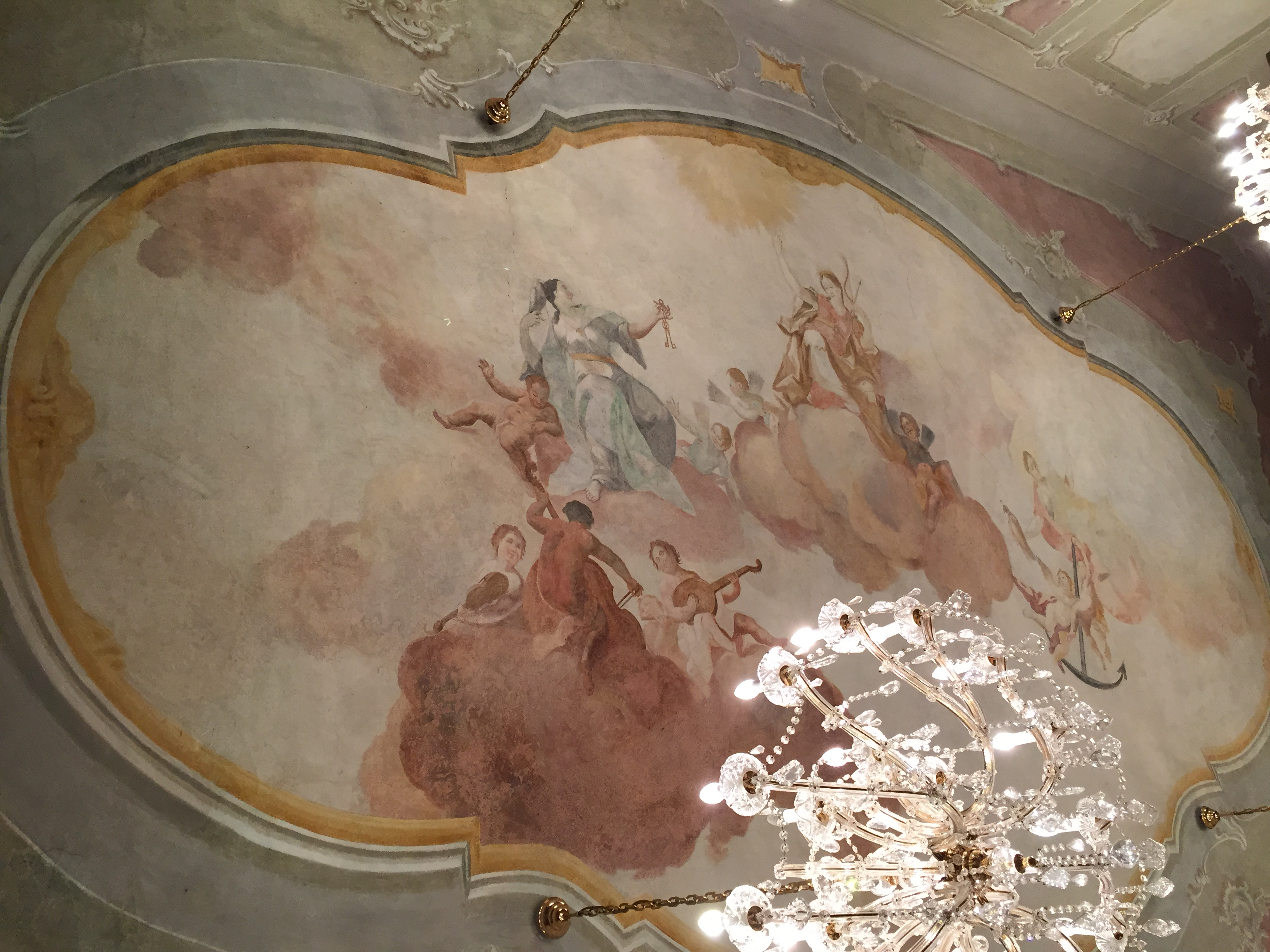
Deckenfresko im Freskensaal des Fuhrmannhauses

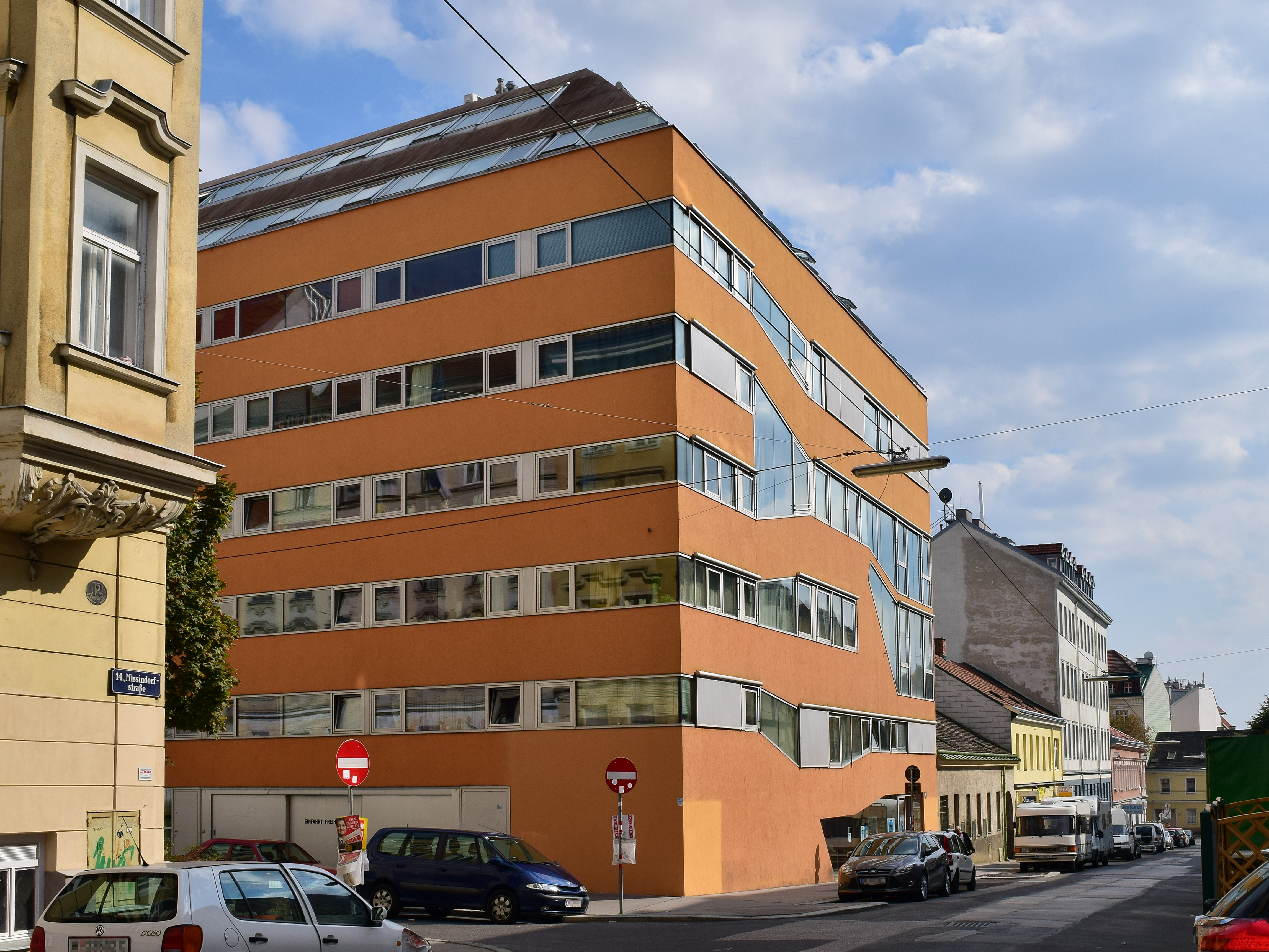
Erweiterungsbau der Sargfabrik, 1999–2000

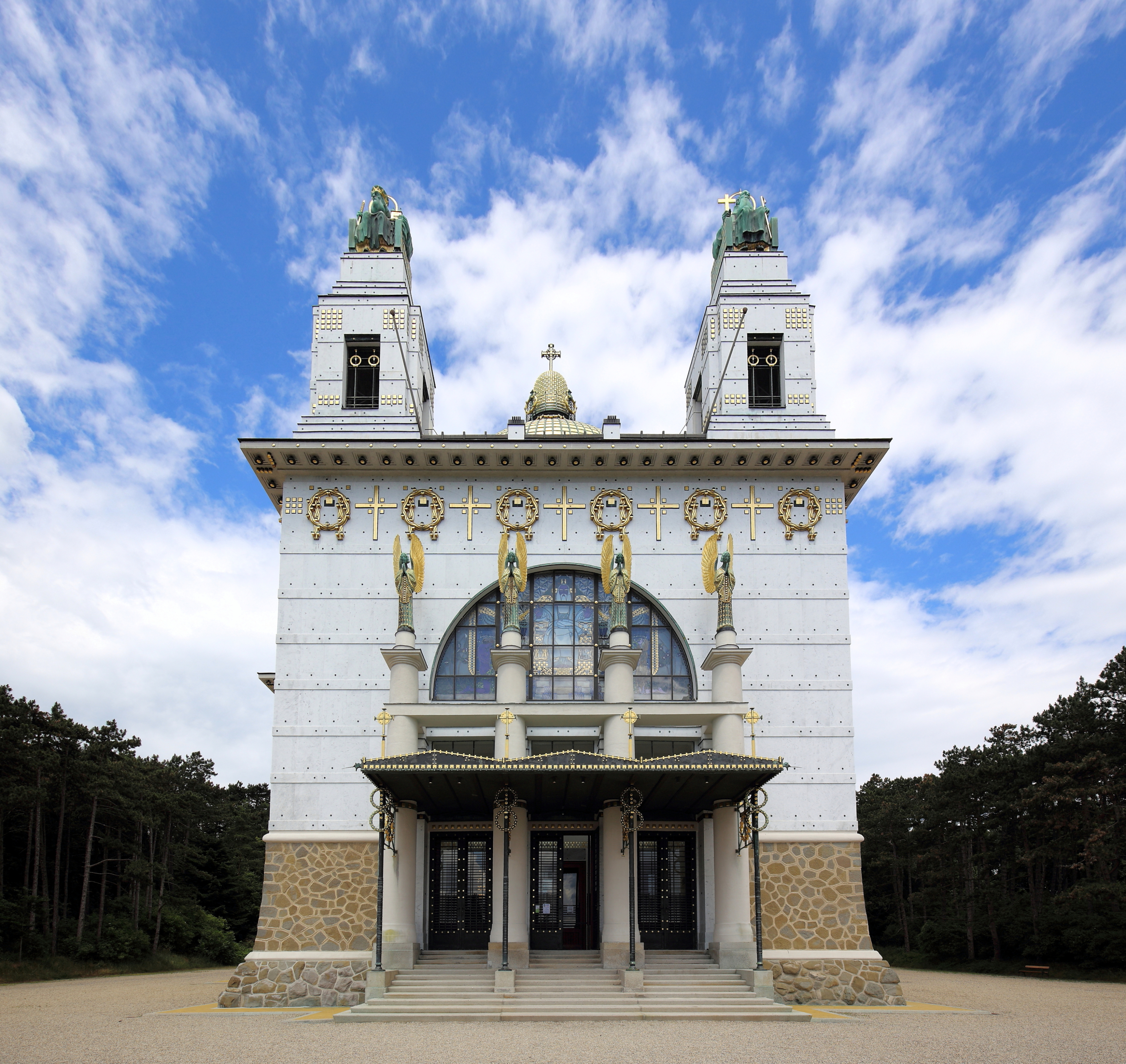
Kirche am Steinhof, 1904–07 von Otto Wagner erbaut

- Fuchs-Villa (Otto-Wagner-Villa I) in der Hüttelbergstraße 26: heute Villa und ehem. Atelier des Malers Ernst Fuchs
- Villa Wagner II in der Hüttelbergstraße 28, 1912/13 erbaut
- Kirche am Steinhof: einer der bedeutendsten Jugendstilbauten Wiens, nach den Plänen von Otto Wagner auf der Kuppe der Baumgartner Höhe erbaut, bis 2006 umfassend renoviert; Teil folgender großer Anlage:
- Sozialmedizinisches Zentrum Otto-Wagner-Spital (Am Steinhof), 1904–1907 nach den Plänen von Otto Wagner als „Niederösterreichische Landesirrenanstalt“ errichtet
- Villa Vojcsik: ein Jugendstilbau von Otto Schönthal
- Schloss Laudon: barockes Wasserschloss in Hadersdorf
- Palais Cumberland, Schloss des 1866 nach Wien exilierten letzten Königs von Hannover
- Fuhrmannhaus: ältestes erhaltenes Gebäude im Westen von Wien, verfügt über barocken Freskensaal
- Sargfabrik, alternatives Wohnprojekt und Kulturhaus
- Dehnepark: Naturpark von rund 50.000 m², früher im Besitz von Filmschauspieler und -regisseur Willi Forst, Teil des Wienerwaldes
- Oberbaumgartner Pfarrkirche: 1963–1965 nach den Plänen von Johann Georg Gsteu erbaut
- Pumpwerk Breitensee in der Hütteldorfer Straße 142, erstes Pumpwerk im Netz der Wiener Wasserversorgung, 1896 in Betrieb genommen
- Wohnhaus in der Rosentalgasse 19 von Ernst Plischke (1931)

Museen:
- Technisches Museum Wien: Im Technischen Museum werden Exponate und Modelle aus der Geschichte der Technik unter besonderer Berücksichtigung des österreichischen Anteils an der technischen Entwicklung gezeigt.
- Ernst-Fuchs-Museum in der Otto-Wagner-Villa I (siehe oben), weltgrößte Sammlung von Werken Ernst Fuchs’
- Gedenkstätte Steinhof: Erinnerung an die Euthanasie-Verbrechen der Nationalsozialisten in Wien
- Bezirksmuseum Penzing im alten Amtshaus in der Penzinger Straße, Ecke Nisselgasse; Geschichte der alten Orte, Werkstatt des letzten Schmiedes im Bezirk, Greißlerei und Geschäftsstraße mit Auslagen, Ziegelmuseum

Ein beliebtes Einkaufszentrum ist das Auhof Center, welches sich im Westen des Bezirks befindet.

## Wirtschaft und Infrastruktur

### Verkehr

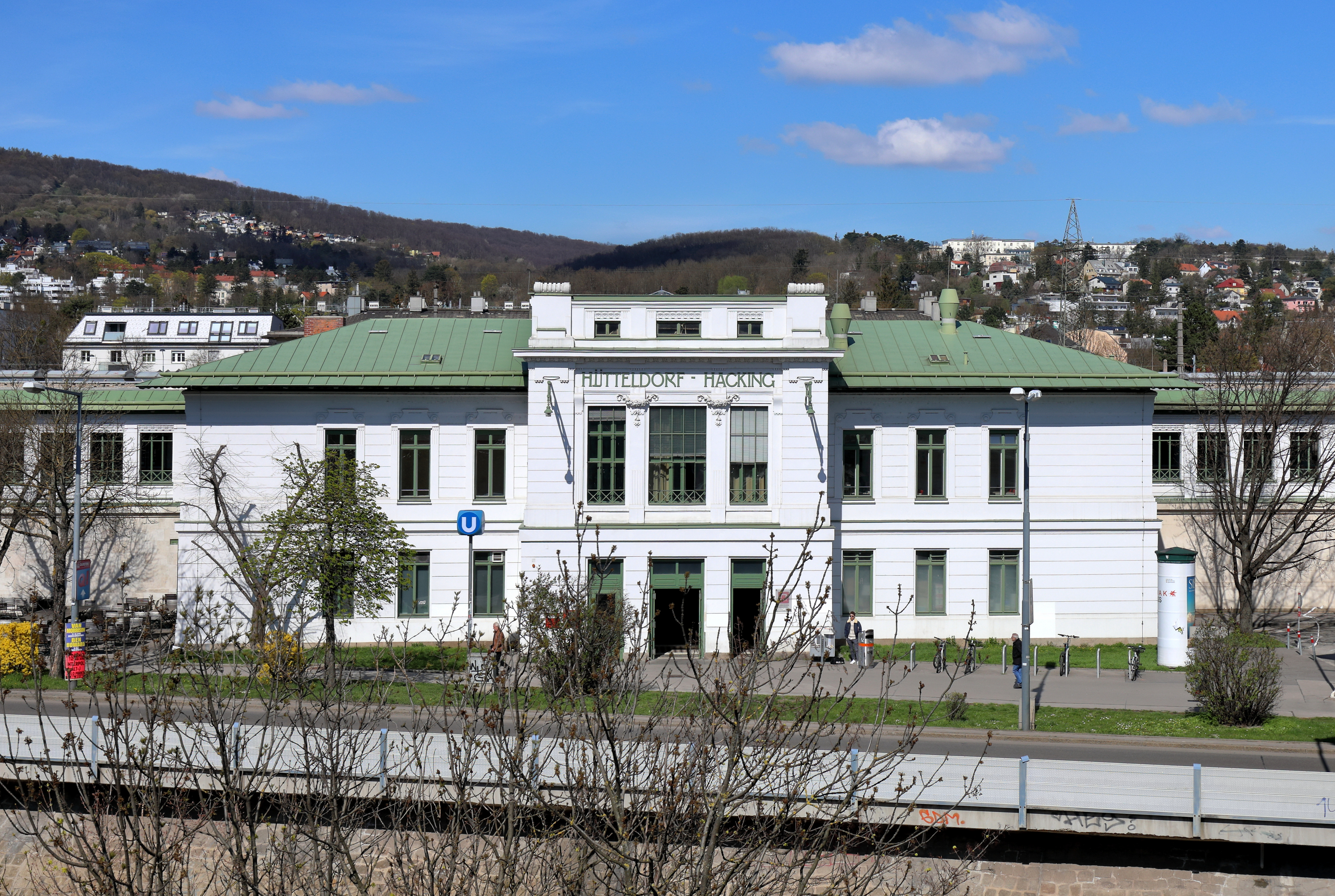
Bahnhof Wien Hütteldorf, westliche Endstation der von Otto Wagner gestalteten und 1898 eröffneten Wiener Dampfstadtbahn, die wiederum 1925 von der Wiener Elektrischen Stadtbahn abgelöst wurde

Durch den Bezirk verläuft in Ost-West-Richtung die Westbahn Richtung Linz und Salzburg, deren Wiener Kopfbahnhof sich im östlich angrenzenden 15. Bezirk befindet. Auf ihr besteht S-Bahn-Verkehr; die Stationen Wien Penzing, Wien Hütteldorf, Hadersdorf und Weidlingau befinden sich auf Bezirksgebiet.
In Hütteldorf hat die U-Bahn-Linie U4, aus dem Stadtzentrum kommend, ihre westliche Endstation; viele Bahnfahrer steigen deshalb hier in Westbahnzüge um (und nicht im Westbahnhof). Die U4 verläuft von Hütteldorf Richtung Zentrum am Wienfluss (Bezirksgrenze 13/14) entlang, so dass die im 13. Bezirk gelegenen U-Bahn-Stationen Ober St. Veit, Unter St. Veit, Braunschweiggasse und Hietzing auch den 14. Bezirk erschließen. Die Station Hietzing ist Teil des Verkehrsknotenpunkts Hietzing, Kennedybrücke, der genau auf der Bezirksgrenze 13/14 liegt.
Richtung Wien Meidling an der Südbahn zweigt zwischen den Bahnhöfen Hütteldorf und Penzing aus beiden Fahrtrichtungen der Westbahn nach Süden die Bahnstrecke Wien Penzing–Wien Meidling ab, die in das Netz der S-Bahn Wien integriert ist. Im Bahnhof Penzing zweigt – ebenfalls im Netz der S-Bahn – die Vorortelinie Richtung nordwestliches Wien von der Westbahn ab; sie besitzt im 14. Bezirk eine weitere Station: Wien Breitensee. Im Bezirksteil Breitensee befindet sich auch die U-Bahn-Station Hütteldorfer Straße der Linie U3 als Schnellverbindung ins Stadtzentrum. Weiters ist Penzing durch die Straßenbahnlinien 10, 49, 52 und 60 und diverse Autobuslinien erschlossen.
Die Bahnstation Wien Penzing war vor dem Ersten Weltkrieg auf Grund ihrer geringen Entfernung zu Schloss Schönbrunn mehrmals Schauplatz bei Staatsbesuchen. Am 20. September 1903 reiste der deutsche Kaiser Wilhelm II. in seinem Hofzug von Penzing ab, am 7. Mai 1908 kam er, wiederum mit entsprechendem Zeremoniell, in Penzing an, um Kaiser Franz Joseph I. zu besuchen.
Im Südwesten des Gemeindebezirks endet die vom Grenzübergang Walserberg bei Salzburg kommende Westautobahn (A1) an der Autobahnstation Wien Auhof. Hier beginnt die Westeinfahrt von Wien, wobei der Straßenzug der B 1 sich bald teilt: in den Hietzinger Kai (13.) als Einbahn Richtung Zentrum und die Hadikgasse (14.) als Einbahn Richtung Auhof. Die Richtungsfahrbahnen verlaufen entlang der Bezirksgrenze 13/14 zu beiden Seiten des Wienflusses.
Als „zweite Westausfahrt“ gilt die weiter nördlich verlaufende B 223, vom 16. Bezirk kommend, über den Flötzersteig zur Linzer Straße; sie führt allerdings nicht zur Westautobahn, sondern zur B1 Richtung Purkersdorf.

### Versorgungsbauwerke
Neben der Albertinischen Wasserleitung, die Wasser aus dem Halterbachtal in die Wiener Vorstädte leitete, war Penzing auch Ausgangsort der Laudon’schen Wasserleitung, die Hadersdorf und Weidlingau mit Wasser versorgte.
Die englische Gasgesellschaft Imperial-Continental-Gas-Association errichtete 1878 das Gaswerk Baumgarten, das sie bis 1912 betrieb. An einem anderen Standort errichtete die Stadt Wien 1932 oder 1933 den Gasometer Baumgarten, der bis 1983 bestand.
Das Pumpwerk Breitensee in der Hütteldorfer Straße 142 ist das erste Pumpwerk im Netz der Wiener Wasserversorgung und wurde 1896 in Betrieb genommen.
In Höhe Forstakademie (Mariabrunn), wo der Mauerbach in den Wienfluss fließt, gibt es eine Schleusenanlage (Mauerbachschleuse). Nebenan gibt es die Städtische Wienflussaufsicht.
Einer von zwei Campingplätzen Wiens, Camping Wien West der Verkehrsbuero Austria, befindet sich im Bezirk.

### Öffentliche Einrichtungen

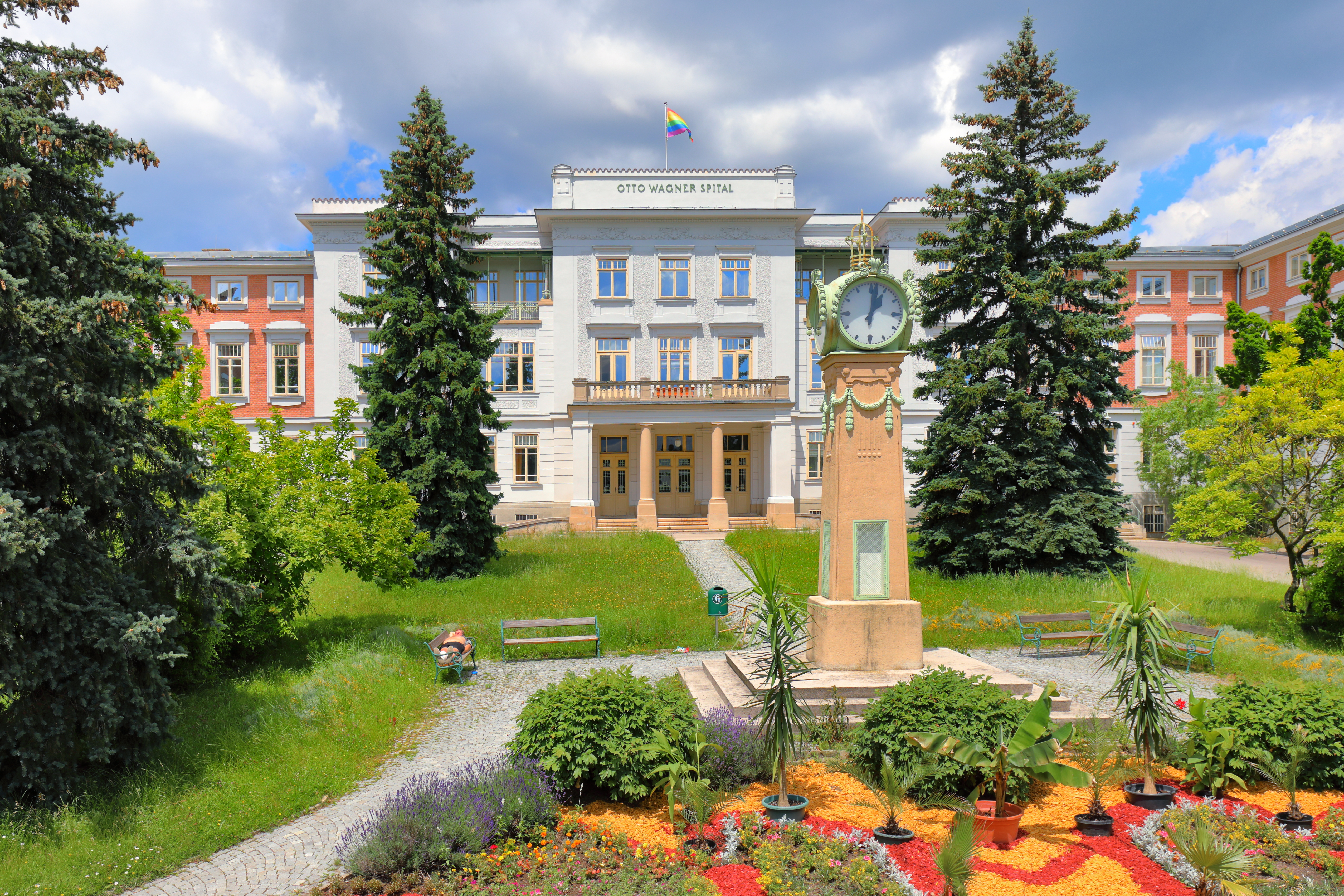
Klinik Penzing (Otto-Wagner-Spital)

- Ehemalige Informatikmittelschule Kinkplatz
- Hanusch-Krankenhaus der Wiener Gebietskrankenkasse
- Sozialmedizinisches Zentrum Baumgartner Höhe, seit 2020 als Klinik Penzing bezeichnet: Otto-Wagner-Spital / Psychiatrisches Krankenhaus / Krankenhaus Baumgartner Höhe mit Pflegezentrum; Pulmologisches Zentrum der Stadt Wien
- Europahaus
- Breitenseer Kaserne, bestehend aus Biedermann-Huth-Raschke- und Vega-Payer-Weyprecht-Kaserne  (Bundesheer)
- General-Körner-Kaserne – Kommandogebäude

Die Stadt des Kindes war von 1974 bis 2002 ein Heim für gefährdete Kinder und Jugendliche der Stadt Wien.

### Bildung
Nennenswerte Bildungseinrichtungen sind:
- das Max Reinhardt Seminar, Teil der Universität für Musik und darstellende Kunst in der Penzinger Straße,
- die Höhere Graphische Bundes-Lehr und Versuchsanstalt
- das Bundesausbildungzentrum Schloss Laudon
- die ehem. Forstakademie Mariabrunn, heute Sitz des BFW.
- die Heereslogistikschule in der Vega-Payer-Weyprecht-Kaserne, Breitenseer Straße

sowie
- das BRG/BG Goethe-Gymnasium in der Astgasse.
- das BRG 14 in der Linzer Straße 146
- den Bildungscampus Anna und Alfred Wödl, Deutschordenstraße 4

Die Volkshochschule Penzing befindet sich in der Hütteldorfer Straße 112.

## Sport
- Allianz Stadion: Heimstadion des SK Rapid Wien
- Skilift Hohe-Wand-Wiese (nicht mehr in Betrieb)
- Zauberteppich (Hohe-Wand-Wiese)
- Sommerrodelbahn (Hohe-Wand-Wiese)
- SK Slovan Wien
- Penzing war in der ersten Hälfte des 20. Jahrhunderts auch Standort einer der Wiener Skisprungschanzen
- Hallenbad Hütteldorf (auch Penzinger Bad genannt)
- Sommerbad Hadersdorf-Weidlingau[15]

## Persönlichkeiten
- Leon Askin (1907–2005), österreichischer Schauspieler, Schauspiellehrer, Regisseur, Drehbuchautor und Produzent
- Ernst August (Braunschweig) (1887–1953), von 1913 bis 1918 der letzte regierende Herzog von Braunschweig und der letzte regierende Monarch des Hauses Hannover (Braunschweig-Lüneburg)
- Karl Breymann (1807–1870), österreichischer Forstwissenschaftler und Mathematiker
- Jürgen Czernohorszky (* 1977), österreichischer Politiker (SPÖ), ehem. Präsident des Stadtschulrats für Wien
- Franz Conrad von Hötzendorf (1852–1925), Chef des Generalstabs für die gesamte bewaffnete Macht Österreich-Ungarns bei Ausbruch des Ersten Weltkriegs, seit 1917 Feldmarschall
- Karl Fischer (1918–1963), österreichischer trotzkistischer Politiker und Widerstandskämpfer gegen den Austrofaschismus, Nationalsozialismus und Stalinismus
- Maria Fischer (1897–1962), österreichische Seidenwinderin, Textilarbeiterin und trotzkistische Widerstandskämpferin gegen den Austrofaschismus und Nationalsozialismus
- Ernst Fuchs (1930–2015), österreichischer Maler, Architekt, Grafiker und Musiker; gilt als einer der Gründer der Wiener Schule des Phantastischen Realismus
- Johann Georg von Grechtler (1705–1780), kaiserlicher General-Feldwachtmeister und Geheimer Rat
- Andrea Kalchbrenner (* 1959), österreichische Politikerin (SPÖ), ehem. Bezirksvorsteherin (Penzing)
- Gustav Klimt (1862–1918), österreichischer Maler und einer der berühmtesten Vertreter des Wiener Jugendstils, auch Wiener Secession genannt
- Lotte Lenya (1898–1981), österreichisch-amerikanische Schauspielerin und Sängerin
- Josef Palme (1859–1935), österreichischer Privatbeamter und Politiker (SDAP)
- Ernst Plischke (1903–1992), österreichischer Architekt
- Robert Steiner von Pfungen (1850–1917), österreichischer Mediziner, Psychiater und Fachautor
- Otto Wagner (1841–1918), österreichischer Architekt, Architekturtheoretiker und Stadtplaner Wiens der Belle Epoque
- Otto Wutzel (1918–2013), österreichischer Kunsthistoriker und Beamter
- Irene Fuhrmann (* 1980), österreichische Fußballtrainerin, ehem. Fußballspielerin

(siehe auch Persönlichkeiten in den eingangs genannten Bezirksteilen)